# Air Cargo Carriers
Air Cargo Carriers (mã IATA = 2Q, mã ICAO = SNC) là hãng hàng không chở hàng hóa của Hoa Kỳ, trụ sở ở Milwaukee, Wisconsin. Căn cứ chính của hãng ởSân bay quốc tế General Mitchell, Milwaukee.

## Lịch sử
Hãng được thành lập và bắt đầu hoạt động từ năm 1986, chuyên vận chuyển hàng hóa cung cấp cho các hãng UPS và DHL. Air Cargo Carriers là hãng hàng không dân dụng sử dụng loại máy bay Shorts nhiều nhất thế giới. Hãng cũng có chương trình Shorts Cockpit Procedures Trainer để huấn luyện cho phi công của riêng mình bằng các máy mô phỏng (simulators) ở La Guardia, New York City. Thập niên 1990 Air Cargo Carriers lập Center for Part 135 Freight Excellence ở Caledonia, Wisconsin.

## Đội máy bay
(Tháng 6/2007):
- 6 Shorts 330
- 14 Shorts 360-200
- 3 Shorts 360-300
- 1 Beechcraft King Air 90

## Tai nạn
- Ngày 5.2.2006, 2 máy bay của hãng đã đụng nhau trên bầu trời Watertown, (Wisconsin). Một chiếc bị rớt, mọi người trên máy bay đều tử nạn. Máy bay kia phải đáp khẩn cấp xuống Sân bay Dodge County, Juneau, (Wisconsin).[2][3]
- Ngày 10.12.2004, một máy bay Shorts SD3-60 đã chạy quá phi đạo 30 sau khi đáp xuống Sân bay Oshawa, Ontario, Canada. Cả hai phi công đều bị thương nặng.[4].